# Wiski (Biała Podlaska)
Pour les articles homonymes, voir Wiski.
Wiski (prononciation : [ˈvʲiskʲi]) est un village polonais de la gmina de Sławatycze dans le powiat de Biała Podlaska de la voïvodie de Lublin dans l'est de la Pologne.
Il se situe à environ 7 kilomètres à l'ouest de Tuczna (siège de la gmina), 25 kilomètres au sud-est de Biała Podlaska (siège du powiat) et 88 kilomètres au nord-est de Lublin (capitale de la voïvodie).
Le village comptait approximativement une population de 108 habitants en 2013.

## Histoire
De 1975 à 1998, le village est attaché administrativement à la voïvodie de Biała Podlaska.

Depuis 1999, il fait partie de la voïvodie de Lublin.